# Warnstorfia exannulata
Warnstorfia exannulata är en bladmossart som beskrevs av Leopold Loeske 1907. Warnstorfia exannulata ingår i släktet fattigkrokmossor, och familjen Amblystegiaceae. Inga underarter finns listade i Catalogue of Life.

## Bildgalleri

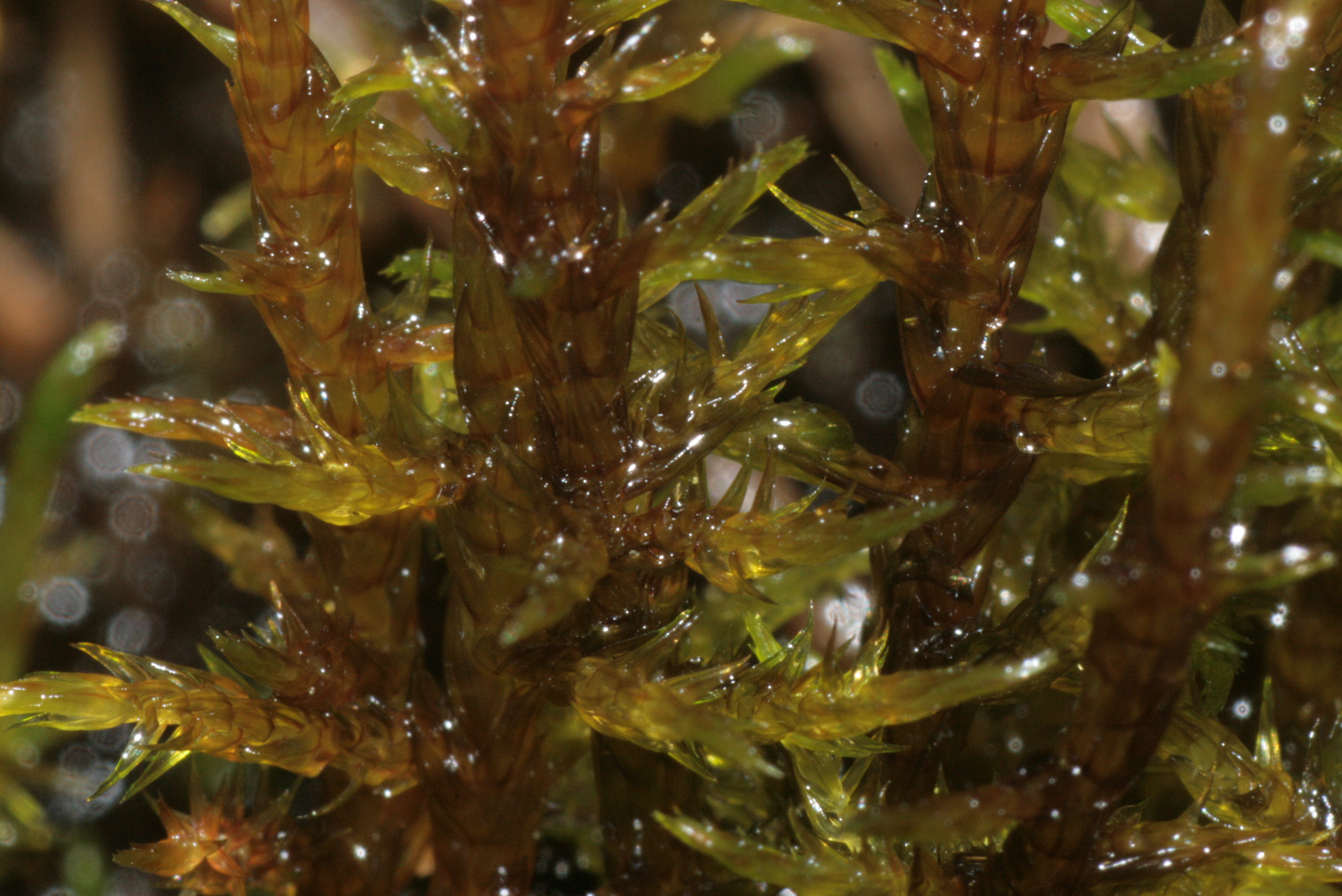
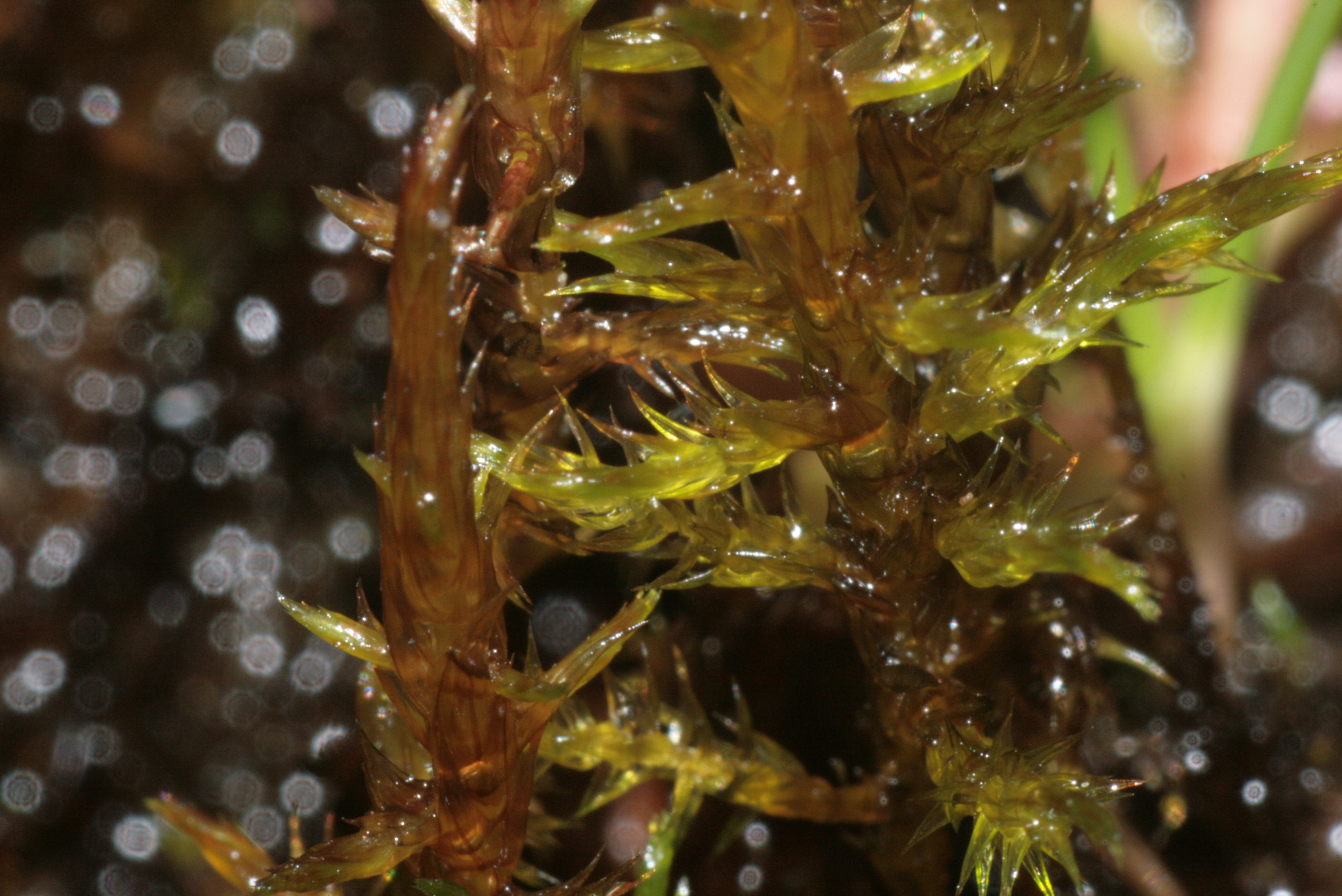
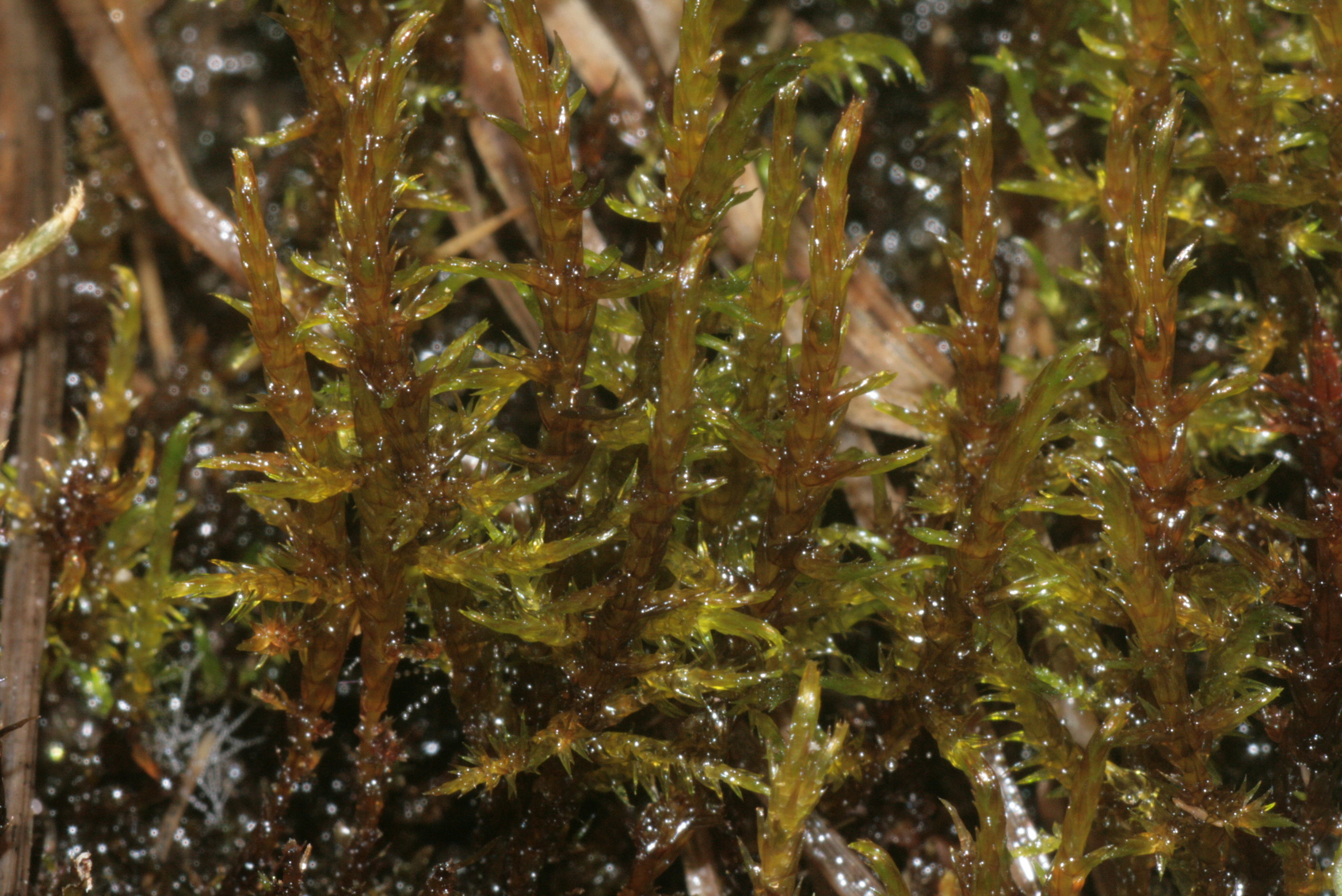
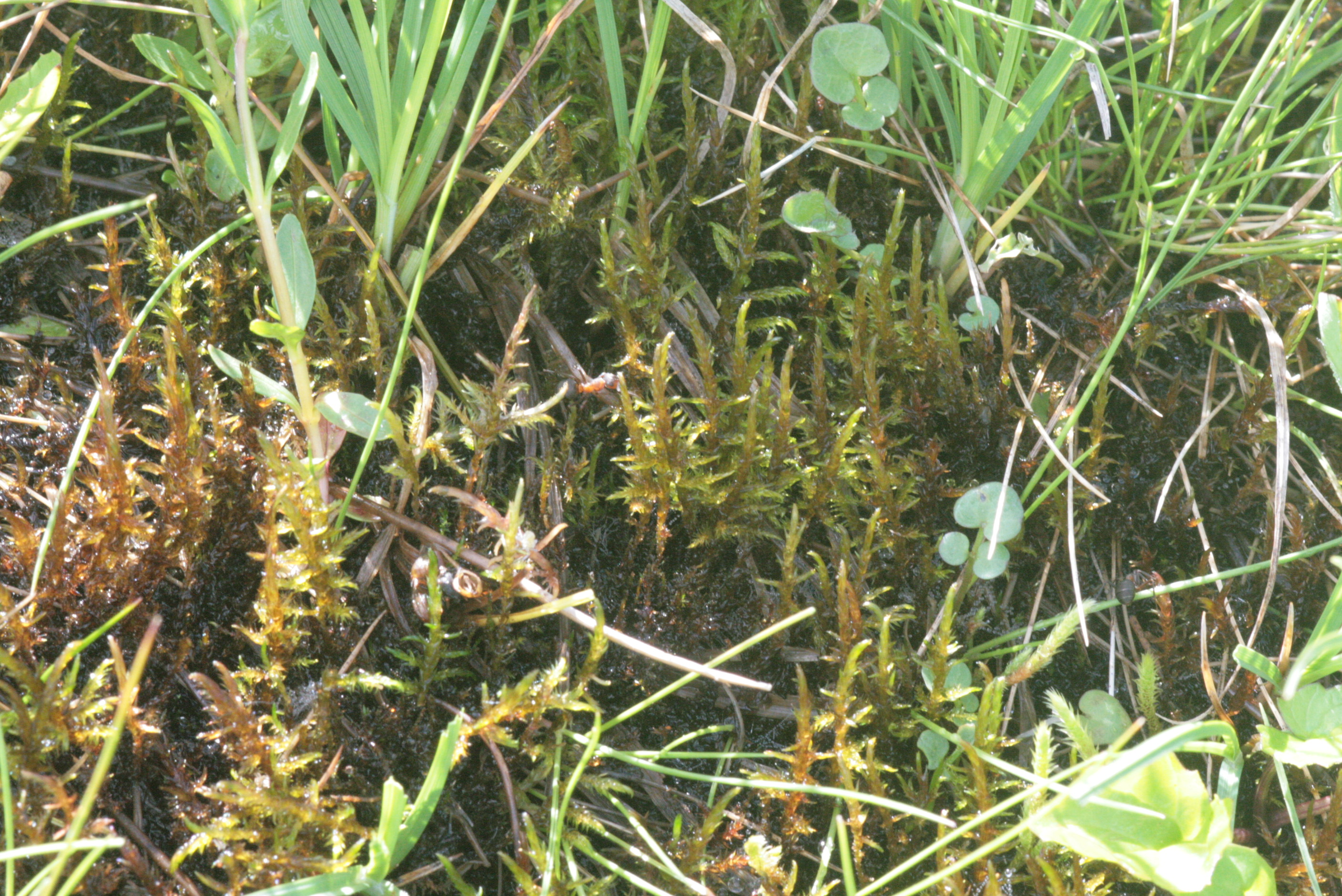
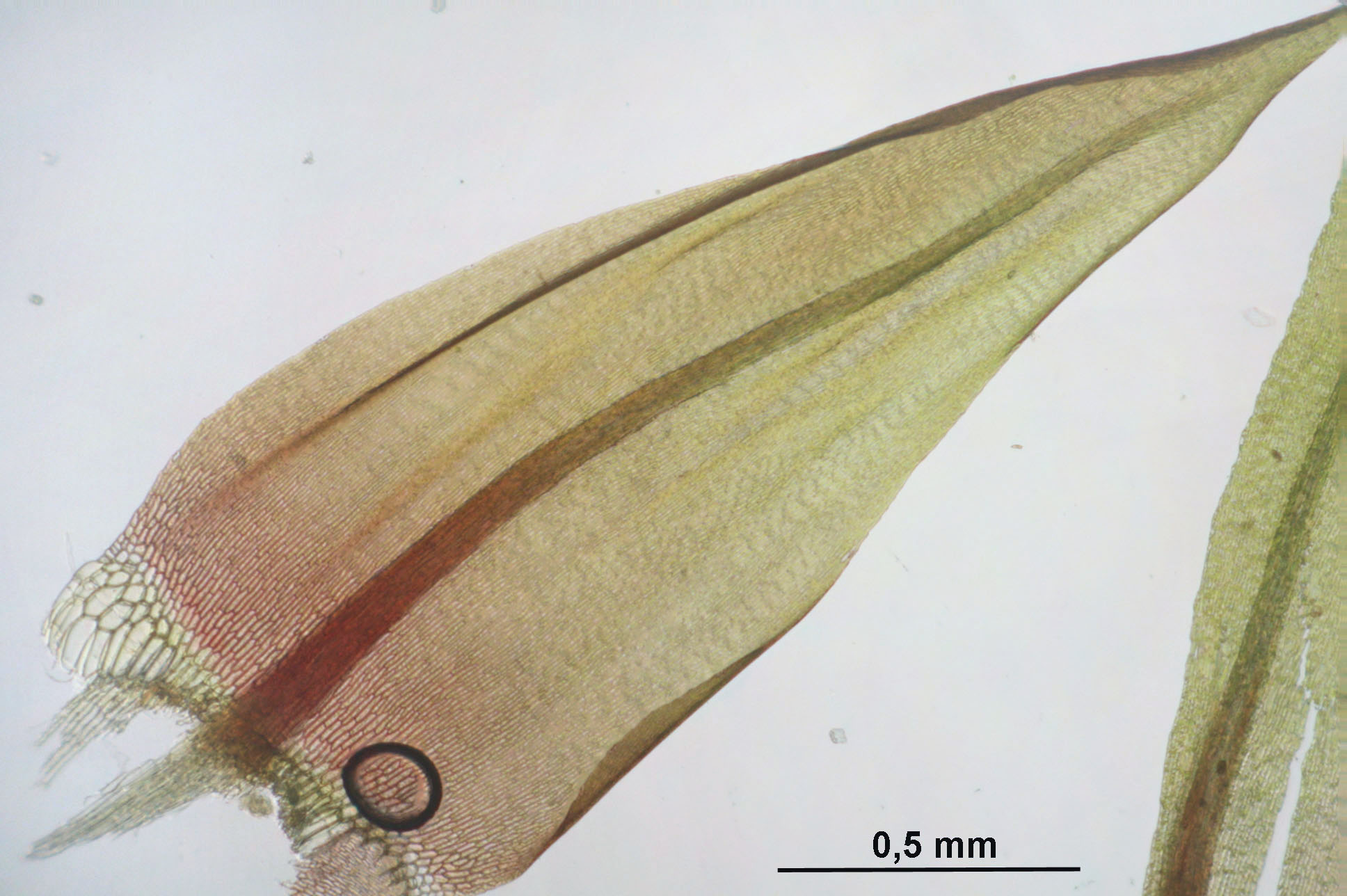
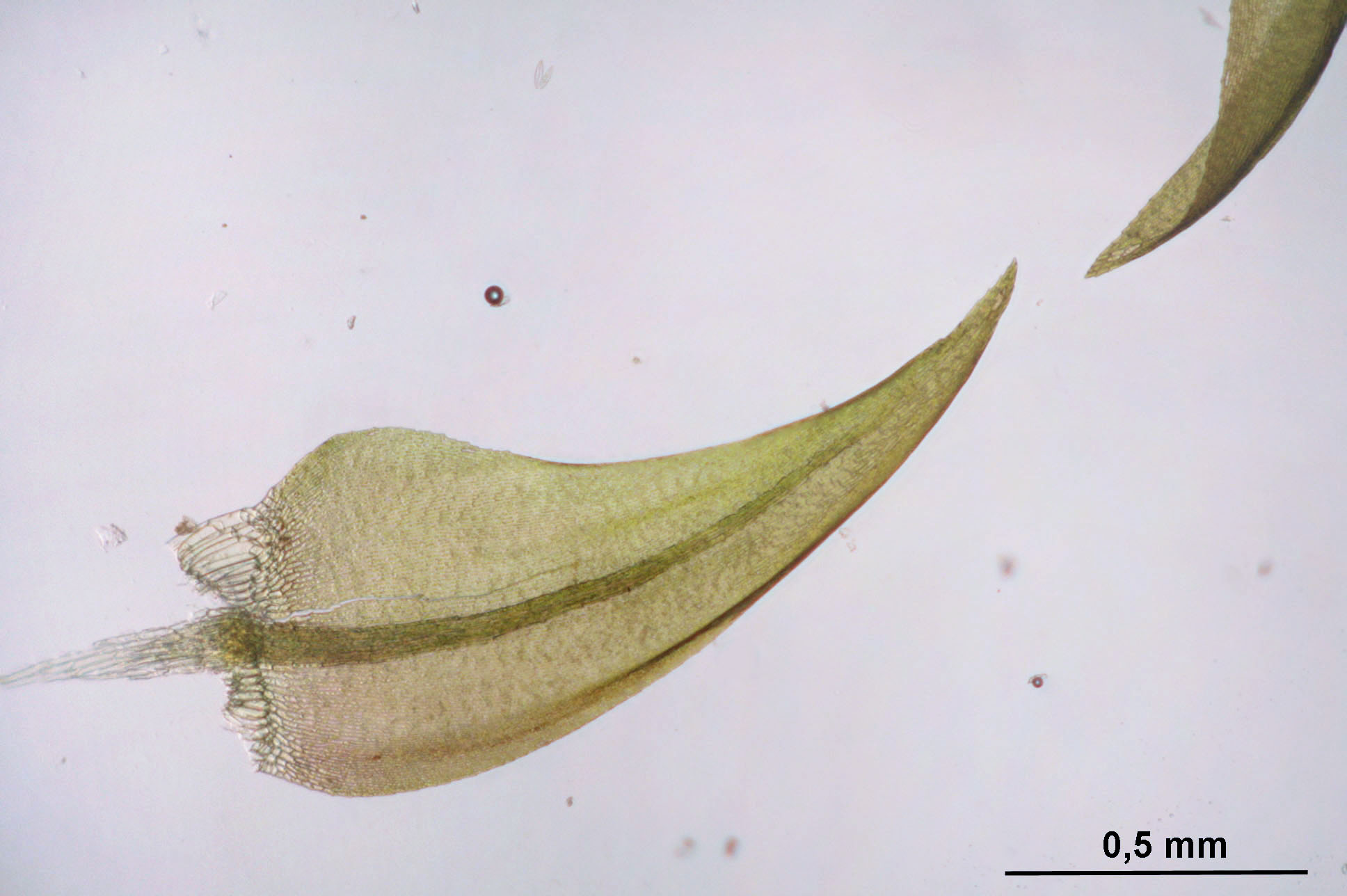